# Black List
Black List är det andra samlingsalbumet av L.A. Guns som endast innehåller låtar med Paul Black på sång. Den första var Black City Breakdown 1985-1986.

## Låtlista
1. Stranded In L.A.
2. L.A.P.D.
3. Show No Mercy
4. One More Reason To Die
5. Looking Over My Shoulder
6. Love & Hate
7. Wired And Wide Awake
8. One Way Ticket To Love
9. Name Your Poison
10. Liquid Diamonds
11. Love Is A Crime
12. Winter's Fool
13. Everything I Do
14. A Word To The Wise Guy
15. Roll The Dice
16. Black City Breakdown
17. The Devil In You

## Medverkande
- Paul Black - sång
- Tracii Guns - gitarr
- Robert Stoddard - gitarr
- Mick Cripps - bas
- Nicky "Beat" Alexander - trummor